# Cucal de Biak
El cucal de Biak (Centropus chalybeus) és una espècie d'ocell de la família dels cucúlids (Cuculidae) que habita boscos de l'illa Biak, a l'oest de Nova Guinea.